# Ilija Jurukov
Ilija Jordanov Jurukov (in bulgaro Илия Йорданов Юруков?; Plovdiv, 22 settembre 1999) è un calciatore bulgaro, centrocampista del Radnički Niš.

## Carriera

### Club
Cresciuto nel settore giovanile del Levski Sofia, ha esordito in prima squadra il 7 maggio 2017 disputando l'incontro di Părva liga vinto 0-1 contro il Černo More Varna.

### Nazionale
Ha giocato nelle nazionali giovanili bulgare Under-17, Under-18, Under-19 ed Under-21.

## Statistiche

### Presenze e reti nei club
Statistiche aggiornate al 28 luglio 2021.
| Stagione            | Squadra             | Campionato          | Campionato | Campionato | Coppe nazionali | Coppe nazionali | Coppe nazionali | Coppe continentali | Coppe continentali | Coppe continentali | Altre coppe | Altre coppe | Altre coppe | Totale | Totale |
| Stagione            | Squadra             | Comp                | Pres       | Reti       | Comp            | Pres            | Reti            | Comp               | Pres               | Reti               | Comp        | Pres        | Reti        | Pres   | Reti   |
| ------------------- | ------------------- | ------------------- | ---------- | ---------- | --------------- | --------------- | --------------- | ------------------ | ------------------ | ------------------ | ----------- | ----------- | ----------- | ------ | ------ |
| mag. 2017           | Levski Sofia        | 1L                  | 2          | 0          |                 | -               | -               |                    | -                  | -                  |             | -           | -           | 2      | 0      |
| 2017-2018           | Levski Sofia        | 1L                  | 3          | 0          | CB              | 0               | 0               | UEL                | 0                  | 0                  |             | -           | -           | 3      | 0      |
| 2018-2019           | Levski Sofia        | 1L                  | 15         | 0          | CB              | 0               | 0               | UEL                | 0                  | 0                  |             | -           | -           | 15     | 0      |
| 2019-2020           | Levski Sofia        | 1L                  | 9          | 0          | CB              | 2               | 0               | UEL                | 4                  | 0                  |             | -           | -           | 15     | 0      |
| 2020-2021           | Levski Sofia        | 1L                  | 19         | 0          | CB              | 2               | 0               |                    | -                  | -                  |             | -           | -           | 21     | 0      |
| Totale Levski Sofia | Totale Levski Sofia | Totale Levski Sofia | 48         | 0          |                 | 4               | 0               |                    | 4                  | 0                  |             | -           | -           | 56     | 0      |
| 2021-2022           | Arda Kărdžali       | 1L                  | 1          | 0          | CB              | 0               | 0               | UECL               | 0                  | 0                  |             | -           | -           | 1      | 0      |
| Totale carriera     | Totale carriera     | Totale carriera     | 49         | 0          |                 | 4               | 0               |                    | 4                  | 0                  |             | -           | -           | 57     | 0      |